# Torkel (Guttenberg)
Torkel ist ein Gemeindeteil der Gemeinde Guttenberg im Landkreis Kulmbach (Oberfranken, Bayern). Torkel liegt in der Gemarkung Guttenberg.

## Geografie
Die Einöde liegt am Fuße des gleichnamigen Bergs (627 m ü. NHN, 0,4 km nordwestlich), der zu den Erhebungen des Frankenwaldes zählt. Ein Anliegerweg führt 0,2 km nordöstlich zu einer Gemeindeverbindungsstraße, die südöstlich nach Maierhof zur Kreisstraße KU 13 bzw. nordwestlich nach Triebenreuth verläuft.

## Geschichte
Der Ort wurde 1409 als „Torkel“ erstmals urkundlich erwähnt. Ob der Ort mit Micheldorf identisch ist, das sich an gleicher Stelle befand und schon früher bezeugt wurde, ist unklar.
Gegen Ende des 18. Jahrhunderts bestand Torkel aus einem Anwesen. Das Hochgericht übte das Burggericht Guttenberg aus. Es hatte ggf. an das bambergische Centamt Marktschorgast auszuliefern. Die Grundherrschaft über das Gut hatte das Burggericht Guttenberg.
Mit dem Gemeindeedikt wurde Torkel dem 1812 gebildeten Steuerdistrikt Guttenberg und der im selben Jahr gebildeten Gemeinde Guttenberg zugewiesen.

### Einwohnerentwicklung
| Jahr      | 001818 | 001819 | 001861 | 001871 | 001885 | 001900 | 001925 | 001950 | 001961 | 001970 | 001987 |
| Einwohner |        | 8      | 5      | 4      | 9      | 7      | 6      | 4      | 3      | 6      | 5      |
| Häuser    | 1      |        |        |        | 1      | 1      | 1      | 1      | 1      |        | 1      |
| Quelle    | [ 7 ]  | [ 9 ]  | [ 10 ] | [ 11 ] | [ 12 ] | [ 13 ] | [ 14 ] | [ 15 ] | [ 16 ] | [ 17 ] | [ 1 ]  |

## Religion
Torkel ist seit der Reformation gemischt konfessionell. Die Katholiken sind nach St. Jakobus der Jüngere (Guttenberg) gepfarrt, die Protestanten nach St. Georg (Guttenberg).